# Ballyroney Castle
Ballyroney Castle (irisch Caisleán Bhaile Uí Ruanaí) war eine Burg im Dorf Ballyroney im nordirischen County Down. Sie entstand irgendwann im 12. Jahrhundert als Motte und wurde dann 1248 von John FitzGeoffrey, dem Lord Chief Justice of Ireland, in Stein erbaut.

## Quelle
- Jonathan Bardon: A History of Ulster. The Black Staff Press, 2005. ISBN 0-85640-764-X

Koordinaten: 54° 16′ 55,2″ N, 6° 7′ 48″ W